# Episodi di F Is for Family (quinta stagione)
La quinta e ultima stagione della serie animata F Is for Family, composta da 8 episodi, è stata interamente pubblicata su Netflix il 25 novembre 2021, in tutti i paesi in cui il servizio è disponibile.
| nº | Titolo originale               | Titolo italiano         | Pubblicazione    |
| -- | ------------------------------ | ----------------------- | ---------------- |
| 1  | The Mahogany Fortress          | La fortezza in mogano   | 25 novembre 2021 |
| 2  | The Rustvale Massacre          | Il massacro di Rustvale | 25 novembre 2021 |
| 3  | Blind Alley                    | Vicolo cieco            | 25 novembre 2021 |
| 4  | Thank You So Much              | Grazie davvero          | 25 novembre 2021 |
| 5  | The Searchers                  | La ricerca              | 25 novembre 2021 |
| 6  | Screw Ups                      | Figli problematici      | 25 novembre 2021 |
| 7  | A Very Merry F***ing Christmas | Buon Natale del c**o    | 25 novembre 2021 |
| 8  | Bye Bye, Frankie               | Bye bye, Frankie        | 25 novembre 2021 |